# 玉都街道 (信宜市)
玉都街道是位于中华人民共和国广东省茂名市信宜市的乡级行政单位之一，位于东镇街道东侧，面积82.63平方公里。2021年11月14日由东镇街道析置，2022年1月1日正式揭牌。

## 历史沿革
2021年，信宜市规划建设新城区“玉都新区”，提出“对标全国最优山区县做好玉都新区建设，构建信宜现代化城市的框架”的目标。2021年11月，原东镇街道获批准分设为东镇街道和玉都街道，玉都街道办事处设置在玉都新区。2023年2月，《信宜市玉都新区城市设计》获批，玉都新区定位为“集综合交通、商业办公、文化娱乐、生态休闲、教育医疗于一体的综合服务新中心”，划分为“北部山水居、中部现代城、南部活力湾”三大功能片区。

## 学校
- 华南师范大学砺儒高级中学
- 华南师范大学附属信宜学校
- 广东外语外贸大学附属信宜学校

## 公园
- 玉都新区中心公园（中轴广场、玉心湖）[5]
- 体育公园（石头坪湖）
- 山水公园
- 书香公园
- 笔架山公园
- 塘面湖公园
- 茂坡湖公园
- 勒沟湖公园
- 旺同公园

## 行政区划
玉都街道下辖以下地区：
文昌社区、白坡社区、樟坡社区、大坡山社区、礼圩社区、塘面社区、梅江社区、沿江二路社区、城郊社区、佑英村、六梢村、高城村、合丫河村、英地坡村和旺同村